# Hoffman Auto Showroom
L'Hoffman Auto Showroom era un concessionario automobilistico al 430 di Park Avenue, a New York. Progettato dall'architetto Frank Lloyd Wright per l'importante importatore europeo Max Hoffman nel 1954, lo spazio in vetro e acciaio di 3 600 piedi quadri (330 m²) era situato al piano terra di una torre per uffici situata tra la East 55th e la 56th Street. Era dominato da un piano inclinato in grado di mostrare fino a cinque automobili.
Hoffmann, figlio di un rivenditore viennese Rolls-Royce, aveva intenzione di usarlo per il suo concessionario Jaguar. Tuttavia, al suo completamento era passato alla Mercedes-Benz e un grande modello di Jaguar che spiccava doveva essere rispedito a Coventry.
All'inizio dell'aprile 2013, i proprietari dell'edificio, Midwood Investment & Management e Oestreicher Properties, hanno demolito lo showroom per far posto a una filiale di TD Bank.